# Писаревка (Грязинский район)
Пи́саревка — деревня Фащёвского сельсовета Грязинского района Липецкой области.

## Население
| 2010 | 2013 |
| ---- | ---- |
| 2    | ↗5   |